# 1991年アメリカ空軍KC-135エンジン脱落事故
1991年アメリカ空軍KC-135エンジン脱落事故は、1991年2月6日にサウジアラビアで発生した航空事故である。
キング・アブドゥルアズィーズ国際空港を離陸して砂漠の嵐作戦に参加していたアメリカ空軍のボーイング KC-135Eが後方乱気流に遭遇し、左主翼のエンジン2基が脱落した。
パイロットは空港への引き返しを行い、乗員4人は全員無事だった。

## 当日のWhale 05

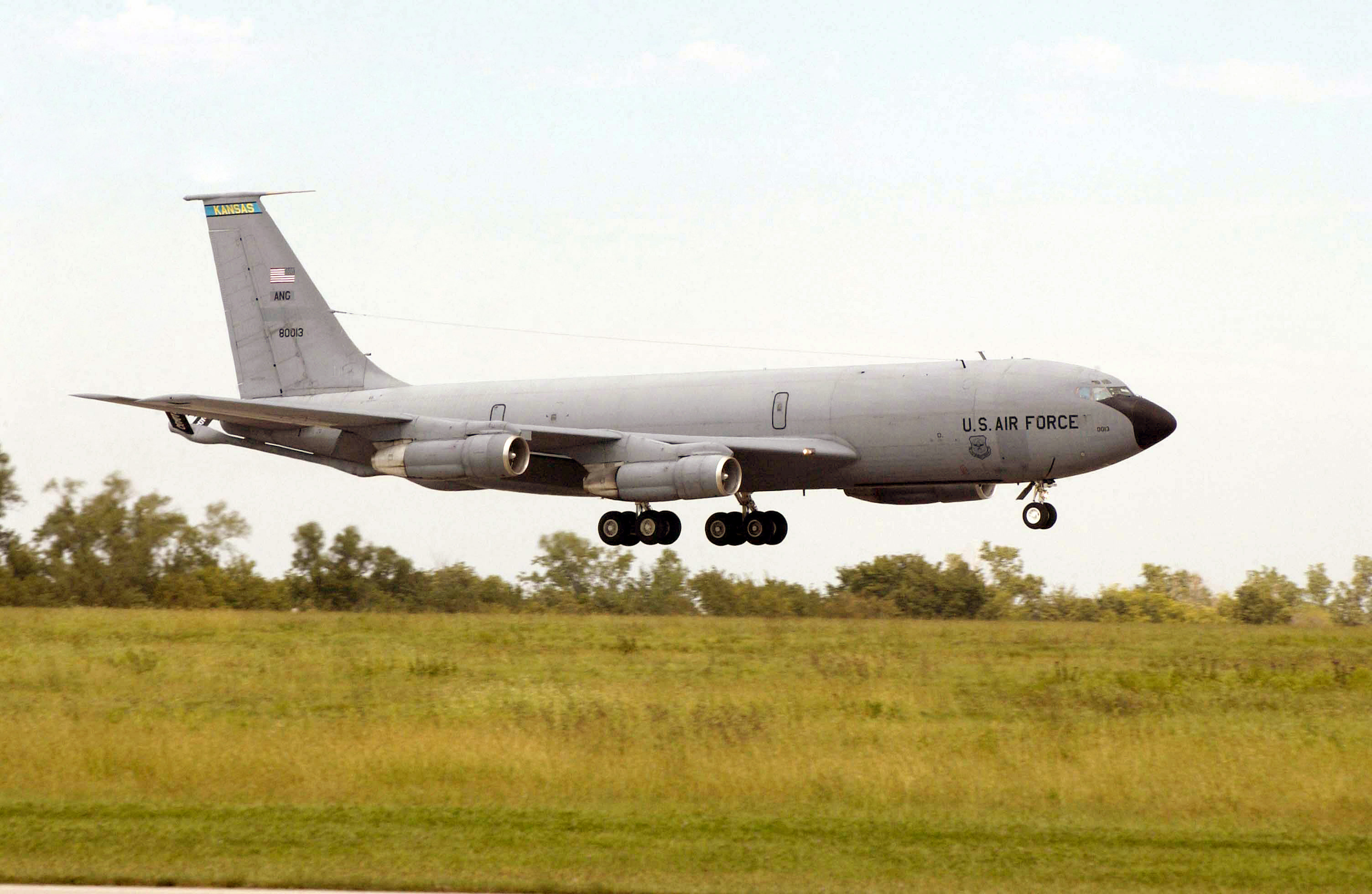
2004年に撮影された事故機

事故機のボーイング KC-135E（58-0013）は製造番号17758として1959年に製造された機体で、同年2月19日に初飛行を行っていた。4基のプラット・アンド・ホイットニー TF33-PW-102を搭載しており、アメリカ空軍の第434空中給油航空団に所属していた。事故当時は「Whale（ホエール、クジラの意） 05」のコールサインで作戦に参加していた。
Whale 05にはカンザス空軍州兵第190空中給油航空団に所属し砂漠の嵐作戦に参加するためジッダに派遣されていた4人の乗員が搭乗していた。機長をA中佐、副操縦士をB大尉、ナビゲーターをC大尉、ブーム・オペレーターをD曹長が務めていた。

## 事故の経緯
Whale 05は現地時間17時24分にジッダを離陸し、25,000フィート (7,600 m)まで上昇して空中給油を行う予定だった。また、Whale 05とほぼ同じ時刻に別のKC-135が離陸し、同じルートで飛行することとなっていた。副操縦士が操縦を担当し、予定された高度25,000フィート (7,600 m)まで上昇した。上昇後は自動操縦で水平飛行に移り、前方を飛行するKC-135とは約1海里ほど間隔を取っていた。離陸の約45分後、Whale 05は前方に後方乱気流を発見した。その直後、突然機体は90度以上左に傾き、さらに数秒で右へ90度以上傾いた。機長はスピードブレーキを展開し、機体をほぼ水平な状態まで回復させた。一連の出来事の最中に、左主翼の第1エンジンと第2エンジンが脱落した。回復後、左主翼側のエンジン2基の火災警報が作動した。機長はブーム・オペレーターにエンジンの様子を見てくるよう指示し、ブーム・オペレーターは火災は無く、エンジンが脱落していることを知らせた。離陸からあまり時間が経過していなかったため、機体にはほぼ満載の31,000ガロンの燃料が残っていた。また、エンジンの脱落によって油圧、燃料ポンプ、着陸装置などが損傷を受け、左主翼の燃料は全て流出した。機長は高度と速度を維持するために燃料投棄を行い、メーデーを宣言してジッダへ引き返すことを決定した。Whale 05は16,000フィート (4,900 m)で水平飛行に戻り、パイロットは機体の動作チェックを行った。チェック後、パイロットは1時間15分かけてキング・アブドゥルアズィーズ国際空港へ引き返した。油圧系統が損傷を受けていたため、着陸装置の展開は手動で行われた。パイロットは最も長い滑走路34Lへの着陸を要求し、ILSで進入を行った。機体は滑走路端から約1,000フィート (300 m)地点に接地した。着陸時、パイロットは右両エンジンの逆噴射装置を展開したが、それによってエンジンを失った機体左側が浮き上がってしまい、方向制御が困難となったためすぐに使用を中断した。複数のタイヤが破損したものの、機体は滑走路内で停止した。

## 事故後
激しい後方乱気流によって左主翼のエンジン2基が脱落したとみられている。エンジン2基を失ったKC-135を着陸させたパイロットはそれまでおらず、この功績を称えられて4人の乗員は全員殊勲飛行十字章を授与された。事故後、乗員達はシミュレーターで飛行を再現しようとしたが、いずれも成功しなかった。Whale 05の機長は2008年にこの出来事について記述した自書「Pressure Cooker Confidence: ….How to LEAD When the Heat is On!」を発行した。
事故機はその後修復されて軍務に復帰した。

## 同様の事故
- 1987年3月13日、フェアチャイルド空軍基地（英語版）で空中給油業務に当たっていたKC-135がB-52の後方乱気流に巻き込まれ、機体が左に80度近く傾いた。これによって左主翼の第1エンジンと第2エンジンがコンプレッサーストールした。パイロットはほぼ機体を水平にまで回復させたが、高度が足りず墜落した。事故によって乗員6人全員と地上の1人が死亡した[25]。

## 映像化
- メーデー!:航空機事故の真実と真相 第19シーズン第7話「Mission Disaster」